# Stephan Vuckovic
Stephan Vuckovic (Reutlingen, 22 de junio de 1972) es un deportista alemán que compitió en triatlón. 
Participó en los Juegos Olímpicos de Sídney 2000, obteniendo la medalla de plata en la prueba masculina individual. Ganó una medalla de plata en el Campeonato Europeo de Triatlón de 1997.

## Palmarés internacional
| Juegos Olímpicos   | Juegos Olímpicos     | Juegos Olímpicos | Juegos Olímpicos |
| Año                | Lugar                | Medalla          | Prueba           |
| ------------------ | -------------------- | ---------------- | ---------------- |
| 2000               | Sídney (Australia)   | Medalla de plata | Individual       |
| Campeonato Europeo |                      |                  |                  |
| Año                | Lugar                | Medalla          | Prueba           |
| 1997               | Vuokatti (Finlandia) | Medalla de plata | Individual       |